# Tønder község
Tønder község (dánul: Tønder Kommune) Dánia 98 községének (kommune, helyi önkormányzattal rendelkező közigazgatási egység) egyike. A Syddanmark régióban található. Tønder község Haderslev, Esbjerg és Aabenraa községekkel határos. Lakosainak száma 38 010 fő (2015).